# Beyond Reality
Beyond Reality is het vierde studioalbum van de Nederlandse muziekgroep Mangrove. Het album kwam vier jaar na hun laatste studioalbum Facing The Sunset waarvoor zij van het toonaangevende tijdschrift IO pages in 2006 de Progaward in ontvangst mochten nemen. Het album is opgenomen in Studio Lobbes in Opende. Het album is gemixt en gemasterd in eigen beheer te Apeldoorn. Mangrove brengt tot nu toe hun compact discs zelf uit op hun eigen label: Mangrovian Music. Met de komst van dit album is een overduidelijke groei waar te nemen op alle denkbare gebieden: uitvoering, compositie en productie. Mangrove speelt hier op de wijze zoals Genesis dat deed ten tijde van hun studioalbums The Lamb Lies Down On Broadway tot ...And then there were three..., vooral de gelijkenis van klanken ontfutseld aan de toetsinstrumenten door Jonker (Mangrove) en Tony Banks (Genesis) is treffend. Het stuwende baswerk van Drost in combinatie met het dynamische drumwerk van Hagemeijer zorgen voor een stevig fundament. Het melodieuze gitaarwerk van Van der Horst en de melodische zanglijnen en meerstemmige zang maken het geheel tot een waardig progressief album. Het album heeft dan ook veel lovende recensies gekregen in binnen en buitenland en is genomineerd voor de Italiaanse progaward.

## Musici
- Pieter Drost: basgitaar
- Joost Hagemeijer: slagwerk, zang
- Roland van der Horst: zang, gitaar
- Chris Jonker: toetsinstrument

## Composities
1. Daydreamer's Nightmare (14:18)
2. Time Will Tell (18:30)
3. Love and Beyond (4:15)
4. Reality Fades (6:56)
5. Beyond Reality (9:02)
6. Voyager (14:39)